# Veliki Vrh pri Šmarju
Veliki Vrh pri Šmarju je naselje v Občini Grosuplje.